# Micromonolepis pusilla
Micromonolepis pusilla es la única especie conocida de género monotípico Micromonolepis de plantas fanerógamas pertenecientes a la familia Amaranthaceae.

## Taxonomía
El género fue descrito por Oskar Eberhard Ulbrich y publicado en Die natürlichen Pflanzenfamilien (2. Auflage) 16c: 499, en 1934.
La única especie fue descrita inicialmente como Monolepis pusilla por John Torrey y Sereno Watson y publicada en United States Geological Exploration [sic] of the Fortieth Parallel. Vol. 5, Botany 289, en 1871, actualmente, es tanto un sinónimo como el basónimo de esta; y ulteriormente sería transferida al género Micromonolepis por Oskar Eberhard Ulbrich en Die natürlichen Pflanzenfamilien (2. Auflage) 16c: 500, en 1934.